# Rodolfo Loero Arismendi
Rodolfo Loero Arismendi (Río Caribe, Sucre, 26 de septiembre de 1896 - Caracas, 6 de marzo de 1987). Era hijo de Domicio Loero Luigi, un inmigrante italiano, e Inés María Arismendi Lairet. Realizó sus estudios en la Universidad Central de Venezuela, casa de estudios que le confiere el título de Odontólogo el año 1917. Después prosigue sus estudios universitarios, graduándose de Químico en la Universidad de Sarriá, España.  De vuelta en Caracas fue profesor en la Universidad Central de Venezuela, destacándose por sus aportes a nivel educativo que efectuó tanto en esta universidad, así como también por su desempeño en otros planteles educativos como el Colegio Los Dos Caminos, el Colegio Sucre, el Instituto Pedagógico Nacional y el Liceo Fermín Toro. 
Fundó y dirigió por más de 35 años la primera Escuela de Química Industrial en Venezuela, además en 1943 funda el Instituto Universitario de Tecnología Rodolfo Loero Arismendi (IUTIRLA).
Trabajó con los primeros procedimientos de fotografía a color en el Laboratorio Fotográfico Nacional.
Falleció el 6 de marzo de 1987 a los 91 años.

## Obras
A través de su vida publicó entre otros, los siguientes textos y trabajos de gran valor científico:
- Lecciones de Mineralogía y Geología. 
- El Radium y las Modernas Orientaciones Científicas. 
- El Hierro, un agente de la vida. 
- La Química ante el futuro - Química de los Rayos Solares. 
- Química del Agua y el Transformismo en Geología.
Entre los años de 1918 y 1922, escribió una serie de artículos en el Diario El Universal, bajo el título "La Química ante el Futuro", que constituyó un gran aporte a la ciencia.

## Reconocimientos
Como maestro de juventudes en todos los niveles de la educación, investigación y científico, recibió numerosas distinciones, medallas y condecoraciones, entre ellas se destacan:
- "Orden Andrés Bello" en su Primera Clase.
- Las autoridades del Estado Sucre y de su pueblo natal, Río Caribe, le brindaron un merecido homenaje al inaugurar una Plaza y Monumento con su nombre.
- En 1978 por Decreto Presidencial lo honran colocándole a la Escuela Química de Venezuela, su nombre.